# Assedio di Amburgo
L'assedio di Amburgo si svolse dal dicembre 1813 al maggio 1814 durante gli eventi della guerra della sesta coalizione: la guarnigione francese della città di Amburgo, comandata dal maresciallo Louis Nicolas Davout, resistette vittoriosamente a un assedio lungo sei mesi da parte di una forza congiunta di truppe russe, prussiane e svedesi.
Isolato dal principale teatro di operazioni nella Germania orientale dopo la sconfitta riportata dai francesi nella battaglia di Großbeeren, il XIII Corpo d'armata del maresciallo Davout rioccupò la regione di Amburgo, che i francesi avevano fortificato durante l'estate; dopo la battaglia di Lipsia e la ritirata della Grande Armata di Napoleone Bonaparte oltre il Reno, la sollevazione dei Paesi Bassi contro il dominio francese e l'occupazione di Brema da parte dei russi, tutte le comunicazioni tra Amburgo e la Francia furono interrotte. Separati dalle difese naturali rappresentate dal corso dei fiumi Elba e Bille, la guarnigione francese e l'armata assediante dei coalizzati condussero una guerra di posizione per tutto il mese di dicembre 1813; a partire dal gennaio 1814, il congelamento dei fiumi consentì agli assedianti di lanciare una serie di assalti, ma nonostante la perdita di alcuni avamposti i francesi riuscirono a mantenere il controllo delle posizioni strategiche di Haarbourg e Wilhelmsburg. Dal 23 marzo, il disgelo portò di nuovo a una fase di guerra di posizione.
Al momento dell'abdicazione di Napoleone il 6 aprile 1814, Davout continuava a tenere saldamente il controllo di Amburgo: fino al 28 aprile il maresciallo si rifiutò di credere alle notizie sulla restaurazione della dinastia dei Borboni, e successivamente continuò a opporsi a una resa ai russi. Ai primi di maggio il maresciallo fu sollevato dal comando e il generale Louis François Foucher de Careil si assunse il compito di negoziare la cessione di Amburgo agli alleati: i soldati francesi lasciarono la città tra il 27 e il 31 maggio 1814 con armi e bagagli e senza divenire prigionieri di guerra. Il maresciallo Davout fu messo sotto inchiesta per il suo duro regime di occupazione di Amburgo e in particolare per il sequestro delle riserve auree della banca cittadina; anche se queste accuse furono rapidamente accantonate, il maresciallo cadde in disgrazia presso il nuovo regime di Luigi XVIII di Francia fino al ritorno di Napoleone nel corso dei "Cento giorni".

## Antefatti

### La situazione strategica

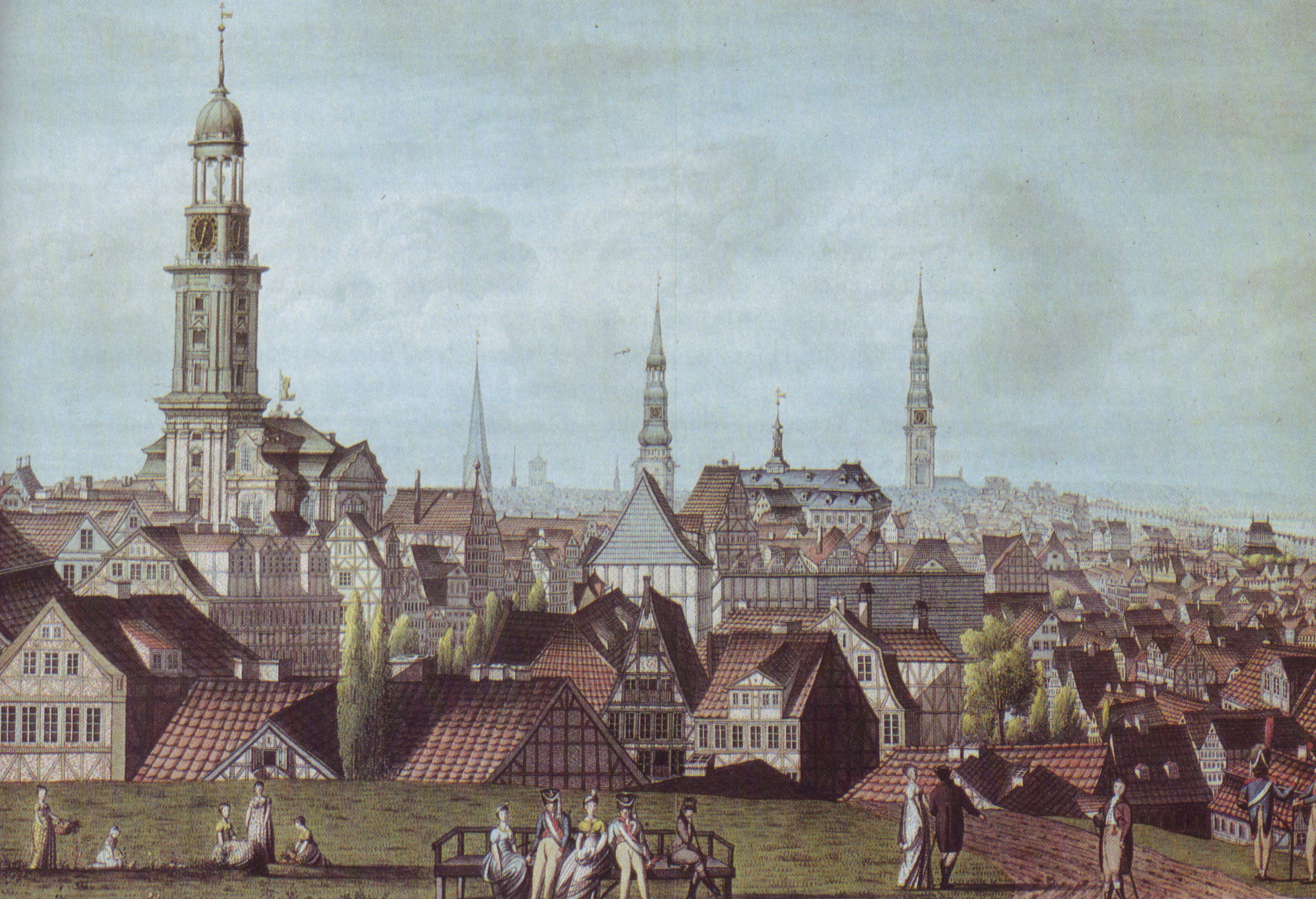
Veduta di Amburgo nel 1811 in un quadro di Johann Marcus David

Le città anseatiche di Amburgo e Brema furono occupate dalle forze francesi nel 1806, a partire dalla conclusione della campagna di Prussia. Dopo un succedersi di governatori militari, le due città furono annesse all'Impero francese il 13 dicembre 1810, e il maresciallo Davout fu nominato governatore delle città anseatiche il 1º dicembre seguente: l'annessione aveva lo scopo di rafforzare il dispositivo del Blocco continentale istituito dalla Francia, ma ebbe come conseguenza la distruzione dei commerci di queste città mercantili.
Dopo la campagna di Russia e la completa distruzione della Grande Armata napoleonica, un forte sentimento nazionalista e anti-francese prese piede in tutta a Germania: il 12 marzo 1813 un'insurrezione popolare si scatenò ad Amburgo, obbligando il generale Claude Carra-Saint-Cyr (comandante della 32ª Divisione militare che comprendeva la città) a evacuare il centro abitato con le sue truppe. Il 18 marzo un contingente di truppe russe al comando del generale Friedrich Karl von Tettenborn fece il suo ingresso nella città.
La reazione francese non si fece attendere: il maresciallo Davout fu nominato responsabile della 32ª Divisione militare con autorità sul I Corpo d'armata del generale Dominique-Joseph René Vandamme, il quale lasciò i suoi accantonamenti di Brema all'inizio di maggio e si mise in marcia su Amburgo; respinto un attacco delle forze russe di Tettenborn il 6 maggio, Vandamme iniziò a bombardare la città a partire dal 19 maggio. Il re Federico VI di Danimarca, alleato dei francesi, mise a disposizione di Davout una divisione di truppe danesi che mosse su Lubecca; i russi furono ben presto costretti ad abbandonare Amburgo, e le truppe franco-danesi fecero il loro ingresso nella città il 31 maggio. Napoleone ordinò una repressione severa degli istigatori dell'insurrezione, ma Davout decise di tenere una condotta più moderata e il 26 luglio ottenne la promulgazione di un'amnistia.
Il piano di Napoleone per riconquistare il controllo della Germania orientale nel maggio 1813 consistette in un vasto movimento avvolgente delle armate russo-prussiane schierate contro di lui, in cui l'esercito francese, dopo aver occupato Dresda e poi Berlino, si sarebbe spinto verso sud in Slesia; in questo schema, il ruolo delle unità francesi schierate nella zona della foce dell'Elba risultava secondario e l'esperto I Corpo d'armata di Vandamme fu rimpiazzato dalle unità del XIII Corpo d'armata, formazione di recente costituzione.
Dopo le vittorie francesi nelle battaglie di Lützen (2 maggio) e di Bautzen (21 maggio) le due parti, parimenti stremate, siglarono un armistizio che arrestò le operazioni belliche dal 4 giugno al 10 agosto; alla ripresa delle ostilità, Napoleone si rifiutò categoricamente di ripiegare la sicuro oltre la linea del fiume Reno e di abbandonare le zone di dominio francesi in Germania e Paesi Bassi, ritenute zone di importanza strategica. Mentre le forze al comando dell'imperatore manovravano a est in Sassonia contro le armate coalizzate dei generali Gebhard Leberecht von Blücher e Karl Philipp Schwarzenberg, il maresciallo Nicolas Charles Oudinot guidò un contingente di 60 000 uomini a nord oltre la linea dell'Elba allo scopo di occupare la capitale prussiana Berlino; le forze di Oudinot subirono però una sconfitta ad opera dell'Armata del Nord di Carlo Giovanni, principe ereditario di Svezia, nella battaglia di Großbeeren (23 agosto), portando all'isolamento del XIII Corpo di Davout dal principale teatro di operazioni.

### Azioni preliminari

Schema delle operazioni nella Germania settentrionale nell'agosto 1813

Davanti alla prospettiva di essere tagliato fuori e assediato, il maresciallo Davout diede avvio a degli importanti lavori di fortificazione della zona di Amburgo. Per assicurarsi il controllo del fiume Elba, i francesi ripristinarono le mura del sobborgo di Haarbourg, sulla riva sinistra del fiume, e costruirono un enorme ponte tra le due città; il ripristino delle difese della piazza rispose alle istruzioni emesse dall'imperatore in persona, che incaricò della supervisione dei lavori il generale François-Nicolas-Benoît Haxo. Il comando dei genieri incaricati dei lavori fu affidato al colonnello Charles François Deponthon.
Durante l'armistizio dell'estate 1813, Napoleone inviò ad Amburgo un rinforzo di artiglieria oltre a un contingente di marinai agli ordini del contrammiraglio Pierre Lhermite, allo scopo di assicurare la difesa delle numerose isole e isolotti posti nel basso corso dell'Elba; alla fine di agosto, con l'abbattimento delle case poste troppo vicino alle postazioni difensive, Amburgo era pronta per essere difesa.
Dopo la rottura dell'armistizio l'11 agosto, Davout trasferì il suo quartier generale da Amburgo a Hogendorf, sulla strada per Lubecca. Le forze dei coalizzati erano rappresentate da un corpo misto sotto il comando del generale Ludwig von Wallmoden-Gimborn, distaccato dall'Armata del Nord del principe Carlo Giovanni e composto di truppe russe, prussiane, britanniche (in particolare un contingente della King's German Legion) e dell'Hannover oltre a distaccamenti di volontari tedeschi come il Lützowsches Freikorps o la Hanseatische Legion. I coalizzati occuparono una linea che andava da Lauenburg a Trittau, poco a est di Amburgo; il XIII Corpo d'armata francese saggiò la linea nemica il 18 agosto attaccando il campo fortificato di Lauenbourg: i coalizzati furono respinti e i francesi avanzarono fino a raggiungere Schwerin il 27 agosto, ma appreso della sconfitta di Oudinot nella battaglia di Großbeeren Davout decise prudentemente di ripiegare dietro la linea che andava da Lubecca a Lauenburg lungo il corso del canale di Stecknitz. La situazione rimase grossomodo stazionaria, con una serie di scaramucce e scontri minori il più importante dei quali fu la battaglia di Göhrde il 16 settembre: un contingente francese inviato a ripristinare le comunicazioni tra Amburgo e Magdeburgo fu affrontato e sconfitto dalle forze di Wallmoden perdendo metà dei suoi effettivi.
Sebbene Brema fosse stata occupata dalle forze russe del generale Tettenborn, il XIII Corpo mantenne una propria linea di comunicazione con la Francia via Paesi Bassi; la situazione mutò con la sconfitta delle forze di Napoleone nella battaglia di Lipsia il 19 ottobre 1813: l'armata francese iniziò una ritirata alla volta della Francia, mentre tutta la Germania si sollevava contro il regime di Napoleone seguita subito dopo dai Paesi Bassi. Solo l'11 novembre Davout ricevette l'ordine da Napoleone di ripiegare da Amburgo verso la Francia con il suo XIII Corpo lasciando una guarnigione in città, ma ciò si rivelò troppo tardi: per quella data la riva sinistra dell'Elba era già stata occupata da forti contingenti di truppe dei coalizzati. A partire dal 1º dicembre le paludi nelle vicinanze di Amburgo nonché il canale di Stecknitz, dietro cui i francesi si erano trincerati, iniziarono a congelare: con queste difese naturali ora percorribili a piedi da parte del nemico, il maresciallo Davout ordinò a tutte le forze francesi di ripiegare dentro le difese cittadine, mentre la divisione ausiliaria danese tornava a nord per difendere i confini della propria patria.

## Le forze in campo

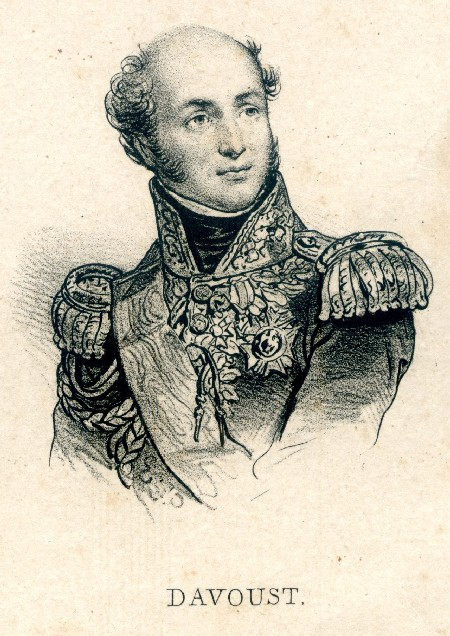
Il maresciallo Louis Nicolas Davout

All'inizio di agosto, il XIII Corpo d'armata francese disponeva di 32 000 uomini, assistiti da circa 10 000 uomini della divisione ausiliaria danese; tornato ad Amburgo, il corpo si rafforzò inglobando diversi reparti francesi ritiratisi nella zona dopo la sconfitta di Lipsia e all'inizio dell'assedio poteva contare su 42 000 effettivi tra cui però 8 000 degenti negli ospedali. Il XIII Corpo era suddiviso in tre divisioni di fanteria: la 3ª del generale Louis Henri Loison, la 40ª del generale Marc Nicolas Louis Pécheux (secondo altre fonti del generale Louis Joseph Vichery) e la 50ª del generale Paul Thiébault (secondo altre fonti del generale Pécheux); vi era poi una divisione di cavalleria sotto il generale Pierre Wattier e 1 200 marinai del contrammiraglio Lhermite. Oltre ai 24 pezzi dell'artiglieria delle divisioni, Amburgo era difesa anche dai 52 cannoni provenienti dall'8º Reggimento artiglieria a piedi e da vari altri reggimenti, oltre ai 350 pezzi integrati nelle fortificazioni cittadine.
Gli effettivi delle forze coalizzate assedianti variarono parecchio durante i sei mesi di assedio. Inizialmente l'assedio fu portato avanti dal corpo d'armata del generale Wallmoden, forte di 52 000 uomini per la maggior parte provenienti dall'Hannover e dalle città anseatiche; il corpo dipendeva dall'Armata del Nord del principe Carlo Giovanni. Il generale russo Levin August von Bennigsen assunse poi la direzione delle operazioni portando con sé in rinforzo vari contingenti di truppe russe; nel gennaio 1814 i coalizzati avevano circa 120 000 uomini nella zona di Amburgo, ma quando Carlo Giovanni iniziò a spostare la sua armata verso il Reno questo numero si ridusse a circa 80 000.

## L'assedio

### Gli assalti invernali

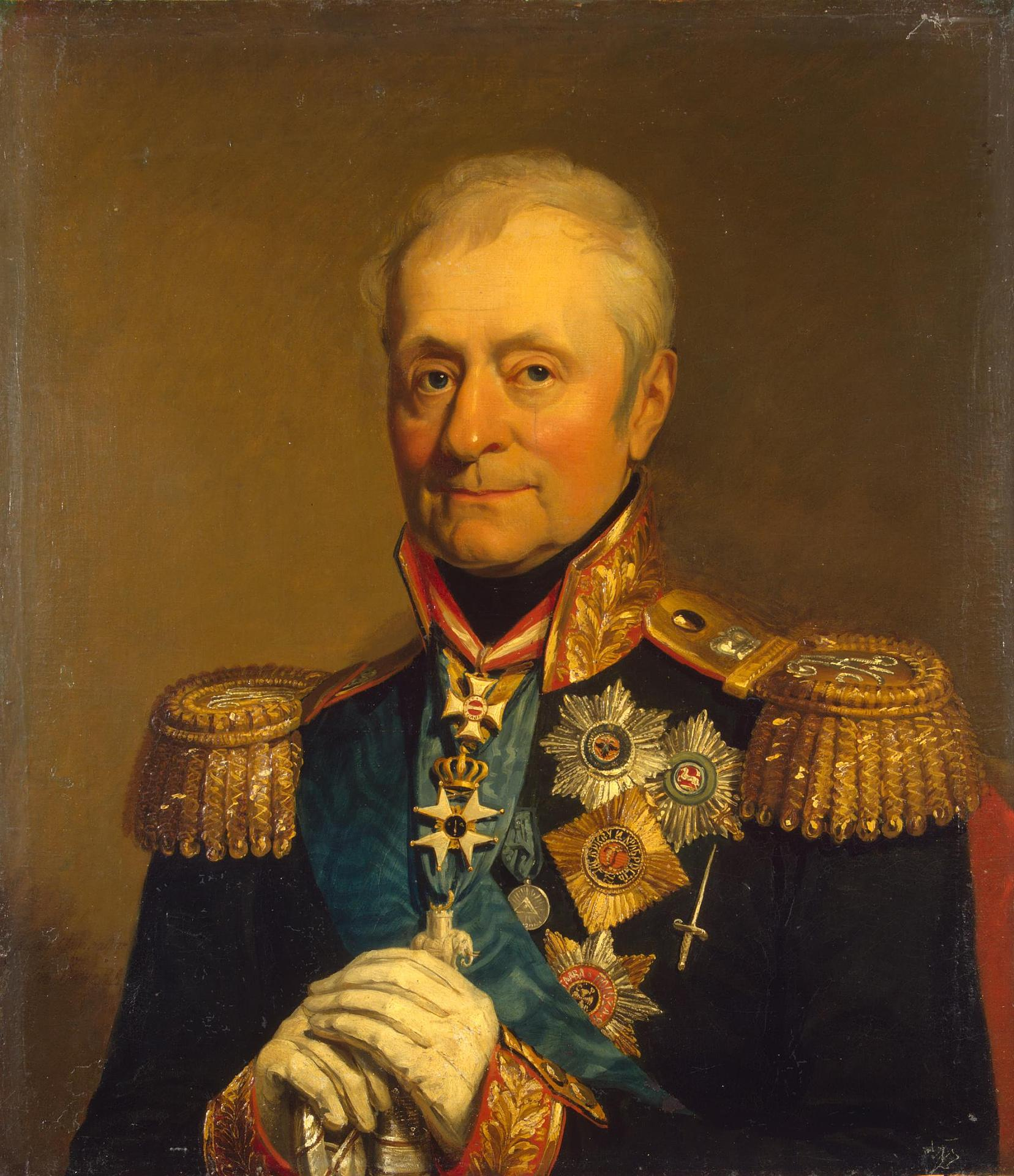
Il generale Levin August von Bennigsen, comandante delle forze assedianti

Sperando di rinnovare la rivolta amburghese di marzo e di indurre all'insurrezione i reparti olandesi in forza al XIII Corpo, il generale Bennigsen lanciò due proclami chiamando alla sollevazione contro i francesi ma la mossa rimase senza esito per effetto delle forti misure di disciplina adottate dal maresciallo Davout.
Il maresciallo approfittò dell'iniziale periodo di stasi dell'assedio per perfezionare le fortificazioni della "strada Deponthon" che collegava Amburgo con Haarbourg, costruendo una ridotta sull'isola davanti al sobborgo di Altona e un'altra davanti al sobborgo di Hamm; Davout ordinò poi l'evacuazione degli orfani e dei bambini delle famiglie cittadine: 15 360 persone furono così evacuate da Amburgo tra il 24 e il 26 dicembre. Il maresciallo ripartì quindi le diverse funzioni tra i suoi generali: Thébault divenne responsabile degli approvvigionamenti e Loison della sicurezza entro le mura cittadine, mentre a Vichery fu affidata la difesa della zona a est della città, a Gengoult e Delcambre quella della zona nord e di Altona e a Pécheux quella di Haarbourg, con la brigata distaccata di Osten a presidio delle isole dell'Elba.
A partire da gennaio, il freddo divenne così intenso che il corso dell'Elba e del Bille iniziò a congelare, nonostante il lavoro incessante dei francesi che cercavano di mantenere la naturale protezione della rete di canali. I coalizzati lanciarono quindi un paio di attacchi che costrinsero i francesi a ritirarsi dai villaggi di Eimsbüttel e Eppendorf a nord, come pure da diverse posizioni a est; il 20 gennaio 1814 i russi del generale Stroganov attaccarono le fortificazioni davanti ad Haarbourg: le colonne russe avanzarono lungo il corso dell'Elba e attraverso il villaggio di Wilstorf, ma furono respinte dalle truppe del generale Delcambre lasciando sul terreno circa 800 morti, mentre le perdite dei francesi ammontarono a 200 uomini. Il 26 gennaio, in occasione dell'anniversario dell'incoronazione della zarina Elisaveta, Bennigsen ordinò un assalto generale sui fronti nord ed est: l'unico risultato di questa offensiva, che costò 700 perdite al XIII Corpo e 300 ai russi, fu la conquista della chiesa di Hamm; a seguito di questo assalto, Davout ordinò la distruzione di gran parte delle abitazioni del borgo di Altona.

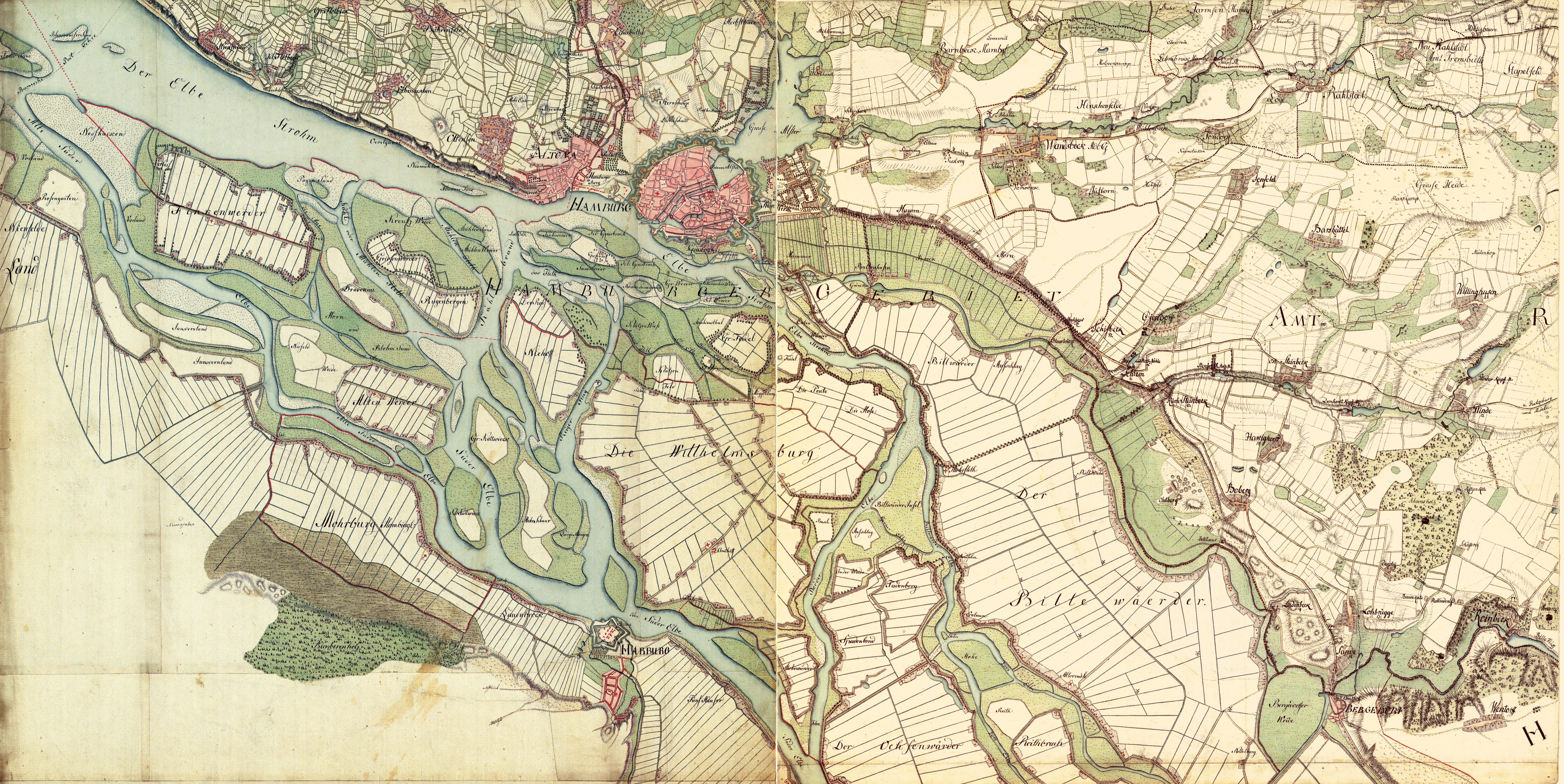
Carta della regione del basso Elba con le città di Amburgo, Altona e Haarbourg

Il 9 febbraio, dopo aver ricevuto l'appoggio del corpo d'armata del generale Tolstoj, Bennigsen lanciò un nuovo assalto generale, anche se la collocazione da parte di Davout di un posto di osservazione in cima al campanile della chiesa di Saint-Michel privò russi dell'effetto sorpresa. L'attacco principale fu diretto verso l'isola di Wilhelmsburg, che divenne oggetto di intensi combattimenti durante la giornata: i russi inizialmente presero il vantaggio, e la colonna del generale Markov da Altona e quella del generale Emme da sud-est aggirarono Haarbourg convergendo verso l'ingresso del ponte che collegava l'isola con Amburgo; con i loro comandanti messi fuori combattimento (il colonnello del 29º Reggimento di fanteria di linea rimase ucciso e il generale Osten ferito), i francesi iniziarono a ripiegare disordinatamente sul ponte, ma il maresciallo Davout si fece avanti in prima persona per comandare l'azione e ordinò di lanciare al contrattacco le riserve rimaste ad Amburgo.  Nel tardo pomeriggio il generale Leclerc, dopo aver sconfitto una colonna russa comandata da Tolstoj, fu in grado di inviare rinforzi sul ponte mentre, allo stesso tempo, il generale Pécheux ad Haarbourg, che difese con successo dall'assalto di una colonna russa, liberò la sezione di ponte che lo collegava a Wilhelmsburg e prese i russi alle spalle. Respinti dal contrattacco, i russi ripiegarono quindi su Altona; questa battaglia costò alla guarnigione francese circa 1 200 tra morti, feriti e prigionieri.
Il 17 febbraio i russi tentarono un nuovo assalto di massa che non riuscì a sopraffare la resistenza delle truppe dei generali Vichery e Rome. Le perdite ammontano a 200 uccisi per i francesi, mentre i russi persero quasi 5 000 uomini. Dopo un ultimo attacco tentato la notte del 27 febbraio, le operazioni si limitarono scaramucce finché l'inizio del disgelo del corso dell'Elba a partire dal 23 marzo mise al sicuro la città da altri tentativi di espugnazione mediante assalto. Il tardo inverno e l'inizio della primavera videro Bennigsen moltiplicare gli inviti alla defezione del presidio e le misure di disinformazione: nonostante alcuni singoli episodi di diserzioni, questi tentativi non raggiunsero il loro scopo ma installarono un clima di estrema sfiducia nei confronti del comando russo nel personale francese. Il 29 marzo, la guarnigione francese lanciò una serie di attacchi nei dintorni di Haarbourg per procurarsi foraggio e rifornimenti.

### La resa

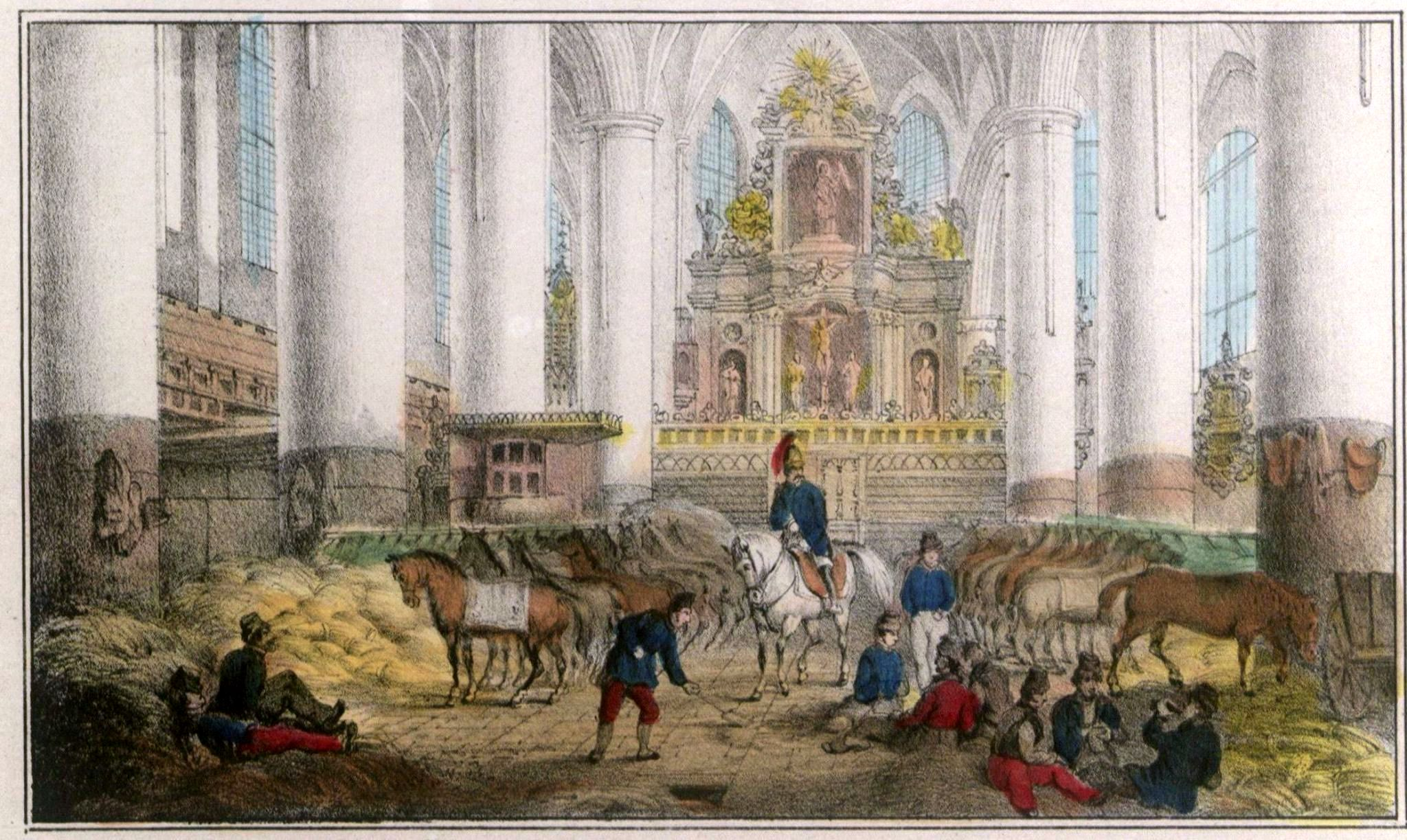
La chiesa di St. Petri ad Amburgo trasformata in una stalla durante l'assedio del 1814

Il 19 aprile, il comandante delle truppe assedianti furono avvertiti dell'avvenuta abdicazione di Napoleone e inviarono un parlamentare a Davout per avvertirlo: non avendo fiducia in Bennigsen, il maresciallo accolse la notizia e la proposta di un armistizio avanzata dal generale russo con la massima circospezione; tuttavia, la notizia dell'avvenuta abdicazione fu confermata da una lettera dello zar Alessandro I di Russia recapitata da un ufficiale olandese, spingendo Davout a sollecitare l'invio del generale Delcambre per prendere istruzioni dal nuovo governo. Per forzare la mano al suo avversario, Bennigsen fece innalzare davanti agli avamposti francesi una bandiera bianco-fiordaliso, l'emblema del re Luigi XVIII di Francia, sperando che la guarnigione si sollevasse e aderisse al nuovo cambio di regime; di fronte a questa sfida, il maresciallo Davout fece prendere a cannonate il vessillo. Mentre le ostilità tra le potenze alleate e la Francia cessarono ufficialmente con la proclamazione dell'abdicazione il 6 aprile, ad Amburgo gli scontri continuarono e il 27 aprile i russi, appoggiati da cannoniere britanniche, assaltarono nuovamente Haarbourg: questo attacco non riuscì e aumentò ulteriormente la sfiducia dei francesi verso le intenzioni dei russi.
Il 28 aprile un cugino del maresciallo Davout, François Davout, si presentò alla sede del comando russo e fu subito accompagnato alle posizioni francesi: egli portava lettere della moglie del maresciallo spedite per informarlo degli eventi avvenuti a Parigi, le quali convinsero infine Davout a capitolare. I due comandanti in capo conclusero quindi un armistizio: il generale Delcambre ricevette il permesso di andare a Parigi a chiedere istruzioni, e il 29 aprile la bandiera regia bianca con i gigli fu innalzata sulla città. Se era chiaro che Amburgo dovesse essere restituita alle autorità tedesche, la questione del trattamento da riservare alla guarnigione fu fonte di discussioni: Bennigsen ritenne di dover trasferire i soldati francesi in Russia come prigionieri di guerra e frappose diversi ostacoli all'evacuazione della guarnigione dalla città. Il 5 maggio arrivò ad Amburgo il generale Louis François Foucher de Careil, incaricato dal nuovo governo francese di trattare la resa della città; l'11 maggio il generale Étienne Maurice Gérard, incaricato dal capo del governo conte di Artois e dal nuovo ministro della guerra generale Pierre Dupont de l'Étang, rilevò il maresciallo Davout dal comando del XIII Corpo. I 26 000 uomini ancora in forza alla guarnigione lasciarono Amburgo alla volta della Francia muovendo in tre colonne partite il 27, 29 e 31 maggio 1814, portando con sé un centinaio di pezzi d'artiglieria e 4 000 cavalli; i 5 000 feriti e malati ancora ricoverati negli ospedali di Amburgo tornarono in Francia alla fine della loro convalescenza.

## Conseguenze

### Valutazioni strategiche

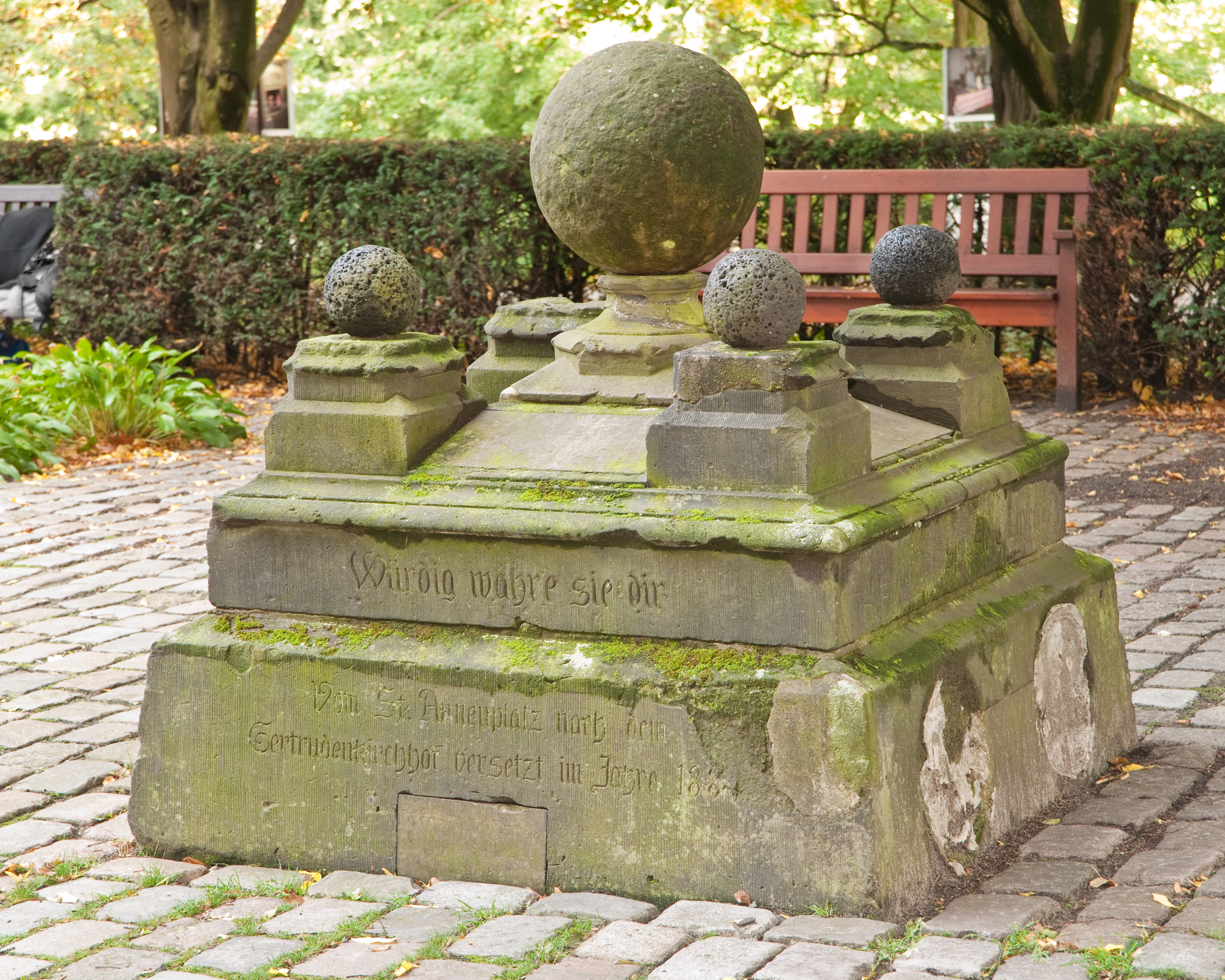
Il memoriale ad Amburgo dedicato al periodo dell'occupazione francese

La guarnigione francese di Amburgo giocò un ruolo secondario negli eventi della campagna di Germania del 1813: dopo la sconfitta di Oudinot a Großbeeren, il XIII Corpo fermò il suo movimento in direzione di Berlino e in ottobre non poté impedire la partecipazione dell'Armata del Nord del principe Carlo Giovanni alla battaglia di Lipsia contro Napoleone; tuttavia, il possesso di Amburgo e del basso corso dell'Elba consentì a Davout di danneggiare considerevolmente l'economia tedesca per tutto l'inizio del 1814, con conseguente danno allo sforzo bellico dei coalizzati.
L'approvvigionamento delle molte fortezze tedesche in mano ai francesi (Amburgo, Magdeburgo, Dresda e altre) causò una forte penuria di materiale militare per l'armata campale napoleonica al momento dell'inizio della campagna di Francia nel gennaio 1814; la decisione stessa dell'imperatore di mantenere numerose guarnigioni nelle fortezze tedesche fu fonte di critiche: se da un lato queste guarnigioni immobilizzarono negli assedi truppe dei coalizzati molto numerose, la loro assenza in forza all'armata campale si fece molto sentire durante le battaglie in terra di Francia nel 1814, quando l'esercito francese dovette scontare una forte penuria di uomini.
La difesa di Amburgo fu poi un oggetto di studio nelle scuole di strategia nel corso della prima metà del XIX secolo.

### Il caso dei lingotti della Banca di Amburgo
Napoleone impose alla città di Amburgo un forte contributo di guerra come punizione per la sua ribellione nel marzo 1813. Tuttavia, l'elemento di cassa del XIII Corpo d'armata venne immediatamente inviato in Francia e il 15 settembre 1813 il conte di Chaban, sovrintendente generale delle finanze della 32ª Divisione militare, informò Davout che l'esercito non poteva più fornire il normale funzionamento del servizio di paga a partire da fine ottobre, anche in considerazione del fatto che il maresciallo aveva dato disposizione di pagare in contanti tutte le forniture, onde evitare di spingere la popolazione alla rivolta. Per quanto il termine per il pagamento del contributo di guerra fissato al 1º ottobre non fu onorato, al comando francese pervennero delle informazioni circa il trasferimento di lingotti dalla Banca di Amburgo alla città danese di Altona, e il 2 novembre venne presa la decisione di requisire i fondi bancari della Hamburger Bank.
I francesi misero le mani su 7 489 343 Mark Banco (una moneta di conto utilizzata per le operazioni bancarie ad Amburgo), l'equivalente di circa 13 milioni di franchi; dopo che i commercianti di Amburgo si rifiutarono di essere pagati con lingotti provenienti dalla banca, i francesi installarono due zecche dove fondere i lingotti e coniare monete aventi corso legale in città: questo denaro fu poi impiegato per pagare il soldo della guarnigione, gli stipendi dei lavoratori civili impegnati nei lavori di fortificazione e per mantenere l'attività economica nella città assediata.
Una contabilità dell'uso di tali monete fu mantenuta dal conte di Chaban e poi, dopo la sua morte il 23 marzo 1814, da una commissione creata per questo scopo; entro la fine dell'assedio, molte voci tuttavia furono sollevate contro il sequestro della banca di Amburgo e alcuni accusarono poi Davout di essersi intascato parte dei fondi. Il caso segnò l'opinione pubblica e fu successivamente utilizzato per rilanciare il sentimento anti-francese in Germania: così, nel 1890 il maresciallo Helmuth Karl Bernhard von Moltke utilizzò il ricordo di questo evento per ottenere l'approvazione del bilancio dell'esercito da parte del Parlamento tedesco; più in generale, la storiografia tedesca mantenne l'immagine di un periodo buio e l'occupazione francese è ancora presente nella memoria collettiva di Amburgo come una "catastrofe"

### Conseguenze sulla carriera del maresciallo Davout
Appena rientrò in Francia, il maresciallo Davout venne raggiunto dall'ordine del ministro della guerra di non risiedere a Parigi, e si ritirò quindi nella sua residenza di Savigny-sur-Orge. Il 17 giugno, meno di una settimana dopo il suo arrivo, il generale Dupont de l'Étang lo informò che il re aveva ricevuto reclami circa il suo comportamento ad Amburgo; tre accuse furono levate contro di lui: aver sparato contro la bandiera bianca dopo aver acquisito la certezza della restaurazione dei Borboni, essersi accaparrato dei fondi della banca di Amburgo, e aver commesso "atti arbitrari che tendevano a rendere odioso il nome dei francesi". Dopo aver ricevuto la fine di giugno gli archivi del suo comando, Davout scrisse un proprio resoconto (Mémoire de M. le Maréchal Davout, Prince d'Eckmühl au Roi) che spedì a Luigi XVIII il 20 luglio; in questo lavoro di trenta pagine, il maresciallo confutò con attenzione tutte le accuse mosse contro di lui, senza utilizzare lo stile da cortigiano in voga all'epoca. Il 26 luglio, il ministro della guerra informò Davout che il re aveva accettato la sua memoria, che nessuna procedura sarebbe stata intentata contro di lui, e che gli era anche permesso di pubblicare il documento per mettere a tacere i suoi critici.
Nonostante ciò, nei confronti del maresciallo proseguì la condanna da parte degli ambienti ultra-realisti e sotto Luigi XVIII Davout fu mantenuto in disgrazia; nonostante le pressioni, fatte anche da suoi colleghi marescialli come Michel Ney e Nicolas Jean-de-Dieu Soult, perché aderisse al partito pro-Borboni, Davout si rifiutò sempre di giurare fedeltà al nuovo monarca. Questa caduta in disgrazia ebbe di converso il rendere Davout un punto di riferimento per i dissidenti e gli esponenti del bonapartismo, tanto che il maresciallo riguadagnò rapidamente la fiducia di Napoleone quando questi si reinsediò a Parigi durante i "cento giorni".